# The Heat (album de Toni Braxton)
Pour les articles homonymes, voir The Heat.
Albums de Toni Braxton
Secrets
(1996) Snowflakes
(2001)
Singles
1. He Wasn't Man Enough
Sortie : 7 mars 2000
2. Just Be A Man About It
Sortie : 19 septembre 2000
3. Spanish Guitar
Sortie : 21 novembre 2000
4. Maybe
Sortie : 2001

The Heat est le troisième album de la chanteuse américaine Toni Braxton, sorti le 25 avril 2000. L'album démarre à la seconde place du Billboard américain lors de sa sortie. Il est certifié double disque de platine aux États-Unis où il s'est vendu à 2,2 millions de copies et totalise plus de 4 millions d'exemplaires vendus dans le monde.
L'album génère quatre singles: He Wasn't Man Enough, qui s'érige à la 2de place du Billboard Hot 100, atteint la 1re place du Hot R&B/Hip-Hop Songs, en remportant même un Grammy Award de la meilleure prestation vocale R&B féminine, Just Be A Man About It en featuring Dr. Dre, qui obtient la 6e place du Hot R&B/Hip-Hop Songs, Spanish Guitar, qui atteint le 20e rang du Hot Adult Contemporary Tracks et Maybe, qui atteint la 11e place du Hot Dance Club Songs.
De par ce succès, l'opus est nommé dans plusieurs cérémonies. À la 43e cérémonie des Grammy Awards, le single He Wasn't Man Enough remporte un Grammy Award de la meilleure prestation vocale R&B féminine. Il est nommé dans la catégorie Grammy Award du meilleur album R&B. Elle est également nommée pour le meilleur album R&B pour une artiste féminine à la cérémonie des Soul Train Music Awards mais perd face à Who Is Jill Scott? Words and Sounds Vol. 1 de Jill Scott. Toni remporte deux American Music Awards, pour la meilleure artiste soul/r&b féminine et l'album soul/r&b favori pour The Heat en 2000.

## Historique
Après le succès de son second opus, Secrets en 1996, qui avait généré son titre signature et par la même occasion le plus grand tube de sa carrière "Un-Break My Heart" et avoir vendu plus de 15 millions d'exemplaires de cet album dans le monde. Braxton a déposé une plainte en justice contre son label Arista et LaFace, loi qui stipule que les employeurs ne peuvent pas respecter le travail ou le service après sept années. Après quelques années de négociations, Braxton décide d'introduire une action contre Arista et LaFace  à La Cour Supérieure de Los Angeles, visant à la libérer de son contrat, citant une loi qui stipule qu'un employer ne peut imposer un travail ou un service après sept ans. Après un an de procédure, Braxton a obtenu un accord avec LaFace, avec une intention de sortir un nouvel album pour mai 1999.
En février 1999, Babyface déclare à  MTV News que "Nous sommes prêts à retourner en studio avec Toni et nous avons tout fait pour que cela fonctionne et nous sommes vraiment enthousiastes à l'idée de retourner en studio, pour revenir à la musique.". Cependant, en janvier 2000, lors d'une interview avec CNN.com, Toni déclare que l'album allait être publié en mars 2000, tout en précisant: "Certains des producteurs de l'album sont : bien sûr Babyface, R. Kelly, David Foster, Keith Crouch et Keri Lewis de Mint Condition, pour en nommer quelques-uns, "tout en révélant des collaborations avec Lisa Lopes de TLC et Dr. Dre".

## Composition
L'opus s'ouvre avec He Wasn't Man Enough, titre R&B, co-écrit par Rodney Jerkins, qui dévoile Toni en train d'avertir son amie de ne pas épouser un homme qu'elle connait trop bien, car celui-ci joue double joue. La deuxième piste "The Heat", co-écrit et produit par Keri Lewis, parle d'une chaleur intense lors de ses ébats. Le troisième extrait Spanish Guitar, est une ballade R&B aux sonorités latines, écrite par Diane Warren, qui parle de l'amour de Toni envers son homme, se comparant ainsi à une guitare dont l'homme pourrait jouer toute la nuit. La quatrième chanson Just Be A Man About It en featuring Dr. Dre, produit par Teddy Bishop, Bryan-Michael Cox et Toni, dévoile la relation d'un homme avec deux femmes. La cinquième piste "Gimme Some" en featuring Lisa Lopes, produite par Babyface et Jazze Pha, traite de Braxton exigeant des rapports sexuels et le sexe oral d'un homme. Le sixième extrait, "I'M Still Breathing", est une ballade R&B aux sonorités latines, écrite par Diane Warren, parle d'une rupture douloureuse.
La septième piste "Fairy Tale", est une ballade R&B aux sonorités latines, co-écrite en partie par Babyface parle d'une relation amicale qui doit restée telle qu'elle au lieu d'évoluer en relation amoureuse. "The Art Of Love" dévoile les confidences de l'interprète sur l'oreiller ainsi que sa manière d'aimer part de ses gémissements. La neuvième extrait "Speaking In Tongues" est une ballade R&B qui parle de propositions amoureuses passionnées. La chanson suivante Maybe, est une chanson R&B aux sonorités hip-hop, qui parle de désirs envers son petit-ami. Le onzième morceau "You've Been Wrong", chanson R&B qui parle de torts, basée sur le sample "Stop, Look Listen (To Your Heart)", est écrite par Thom Bell et Linda Creed et originellement interprétée par le groupe The Stylistics en 1971, à la particularité de contenir les chœurs de ses sœurs Trina, Towanda et Tamar sur les refrains. La douzième chanson "Never Just For A Ring" est une ballade R&B parlant de Braxton en train d'interroger ses amants sur le manque de fidélité ainsi que du mariage de par  les phrases "Pourquoi ?, quand ?, où ?, comment ?, qui ?, quoi?", vous a fait partir.

## Singles
Le 7 mars 2000, elle publie le 1er extrait de l'opus He Wasn't Man Enough, qui s'érige à la 2de place du Billboard Hot 100, atteint la 1re place du Hot R&B/Hip-Hop Songs, en remportant même un Grammy Award de la meilleure prestation vocale R&B féminine. Le vidéoclip qui illustre la chanson est réalisé par Bille Woodruff. Elle y dévoile Toni en dessin animé au début en train de combattre des méchants, puis se poursuit en réel avec Toni allant en discothèque avec ses amies et sa sœur Tamar, persuade une femme de ne pas se marier avec un homme qui joue double jeu, alternant avec des scènes ou Toni danse avec des danseuses Toni Braxton He Wasn't Man Enough vidéo officielle Youtube
Le 19 septembre 2000, elle propose un 2d single Just Be A Man About It en featuring Dr. Dre, qui obtient la 6e place du Hot R&B/Hip-Hop Songs. La vidéo qui accompagne le titre est réalisée par Bille Woodruff. On y perçoit Toni en train de discuter dans un sublime appartement bleu et bien décoré, avec Dr Dre au téléphone, qui celui-ci, est accompagné d'une autre femme. Toni Braxton Just Be A Man About It vidéo officielle Youtube
Le 21 novembre 2000, elle commerciale un 3e titre Spanish Guitar, qui atteint le 20e rang du Hot Adult Contemporary Tracks. Le vidéoclip qui accompagne l'extrait, est tourné par Bille Woodruff. Il y démontre Toni en train de danser un tango avec un homme puis celui-ci, dans d'autres scènes, joue de la guitare qui se transforme en Toni et vice-versa. Toni Braxton Spanish Guitar vidéo officielle Youtube
En 2001, elle dévoile le 4e titre de l'opus Maybe, qui atteint la 11e place du Hot Dance Club Songs.
La courte vidéo musicale de ce titre, est dirigée par Chris Robinson. Elle y retransmet Toni, sortant de la soirée des Grammy Awards, habillé d'une sublime robe blanche, rentrant chez elle, puis espionnée par son voisin, qui la regarde en train de se déshabillée. Toni Braxton Maybe vidéo officielle sur Youtube

## Performance commerciale
L'album démarre à la seconde place du Billboard américain lors de sa sortie. Vendu à 2,2 millions de copies aux États-Unis, il est également couronné là-bas double disque de platine.
Il débute à la 1re place du Top R&B/Hip-Hop Albums et se maintient à ce stade pendant deux semaines consécutives. La semaine suivante, il chute au 7e rang, en se vendant à 101,000 copies.
"The Heat" est certifié 2x disques de platine par la Recording Industry Association of America, se vendant ainsi à 2,093,000 millions d'exemplaires, rien qu'aux États-Unis, selon Nielsen Soundscan. Au total, il s'est vendu à 4 millions d'exemplaires le monde.
L'album est au sommet du classement au Canada, s'érige à la 3e meilleure place au Royaume-Uni où il se classe pendant 19 semaines consécutives dans le top-albums. L'album s'est également positionné dans le top 10 de nombreux pays tels que : l'Autriche, la Belgique, la France, l'Allemagne, les Pays-Bas, la Norvège, la Suède et Suisse. En 2002, l'album s'est vendu à 4 millions copies dans le monde.

### Récompenses et nominations
De par son succès, l'opus est nommé dans plusieurs cérémonies. À la 43e cérémonie des Grammy Awards, le single He Wasn't Man Enough remporte un Grammy Award de la meilleure prestation vocale R&B féminine. Il est nommé dans la catégorie Grammy Award du meilleur album R&B. Elle est également nommée pour le meilleur album R&B pour une artiste féminine à la cérémonie des Soul Train Music Awards mais perd face à Who Is Jill Scott? Words and Sounds Vol. 1 de Jill Scott. Toni remporte deux American Music Awards, pour la meilleure artiste soul/r&b féminine et l'album soul/r&b favori pour The Heat en 2000.

## Liste des titres et formats
| 1.    | He Wasn't Man Enough              | Rodney Jerkins                                | 4:21 |
| 2.    | The Heat                          | Keri Lewis, Toni Braxton                      | 3:30 |
| 3.    | Spanish Guitar                    | David Foster                                  | 4:47 |
| 4.    | Just Be A Man About It            | Teddy Bishop, Toni Braxton, Bryan-Michael Cox | 4:50 |
| 5.    | Gimme Some (featuring Lisa Lopes) | Babyface, Jazze Pha                           | 4:03 |
| 6.    | I'M Still Breathing               | David Foster                                  | 4:15 |
| 7.    | Fairy Tale                        | Babyface                                      | 4:22 |
| 8.    | The Art Of Love                   | Toni Braxton, Lewis                           | 3:47 |
| 9.    | Speaking In Tongues               | Toni Braxton, Lewis                           | 3:46 |
| 10.   | Maybe                             | Crouch, Braxton                               | 3:08 |
| 11.   | You've Been Wrong                 | Bishop, Hicks                                 | 3:45 |
| 12.   | Never Just For A Ring             | Daryl Simmons                                 | 4:01 |
| 48:31 |                                   |                                               |      |

## Classement hebdomadaire
| Chart (2000)                | Peak position |
| --------------------------- | ------------- |
| Australie                   | 14            |
| Australie                   | 7             |
| Belgique (Flandre)          | 9             |
| Belgique (Wallonie)         | 9             |
| Canada                      | 1             |
| Pays-Bas                    | 3             |
| Finlande                    | 27            |
| France                      | 9             |
| Allemagne                   | 3             |
| Hongrie                     | 26            |
| Italie                      | 18            |
| Japon                       | 25            |
| Nouvelle-Zélande            | 30            |
| Norvège                     | 4             |
| Suède                       | 6             |
| Suisse                      | 2             |
| Royaume-Uni                 | 3             |
| U.S. Billboard 200          | 2             |
| U.S. Top R&B/Hip-Hop Albums | 1             |